# Gabriele Ferdinando Bentoglio
Gabriele Ferdinando Bentoglio CS (* 7. März 1962 in Trescore Balneario, Provinz Bergamo, Italien) ist ein römisch-katholischer Ordensgeistlicher.

## Leben
Gabriele Ferdinando Bentoglio trat der Ordensgemeinschaft der Scalabrini-Missionare bei und empfing am 22. April 1989 das Sakrament der Priesterweihe.
Papst Benedikt XVI. ernannte ihn am 6. Mai 2010 zum Untersekretär des Päpstlichen Rates der Seelsorge für die Migranten und Menschen unterwegs. Diese Tätigkeit endete mit der Auflösung des Rates zum 1. Januar 2017.